# Jadar (rivière)
Pour les articles homonymes, voir Jadar.
Le Jadar, en serbe cyrillique Јадар, est une rivière qui coule à l'ouest de la Serbie. Elle est un affluent droit de la Drina, donc un sous-affluent du Danube par la Save. Le Jadar donne aussi son nom à la région du Jadar. 

## Géographie
Sa longueur est de 79 km. Le Jadar fait partie du bassin de drainage de la mer Noire ; son propre bassin couvre une superficie de 894 km². La rivière n'est pas navigable. 
Le Jadar est célèbre pour ses inondations. Rien qu'en 2005, la rivière a débordé 12 fois. 

## Rivière

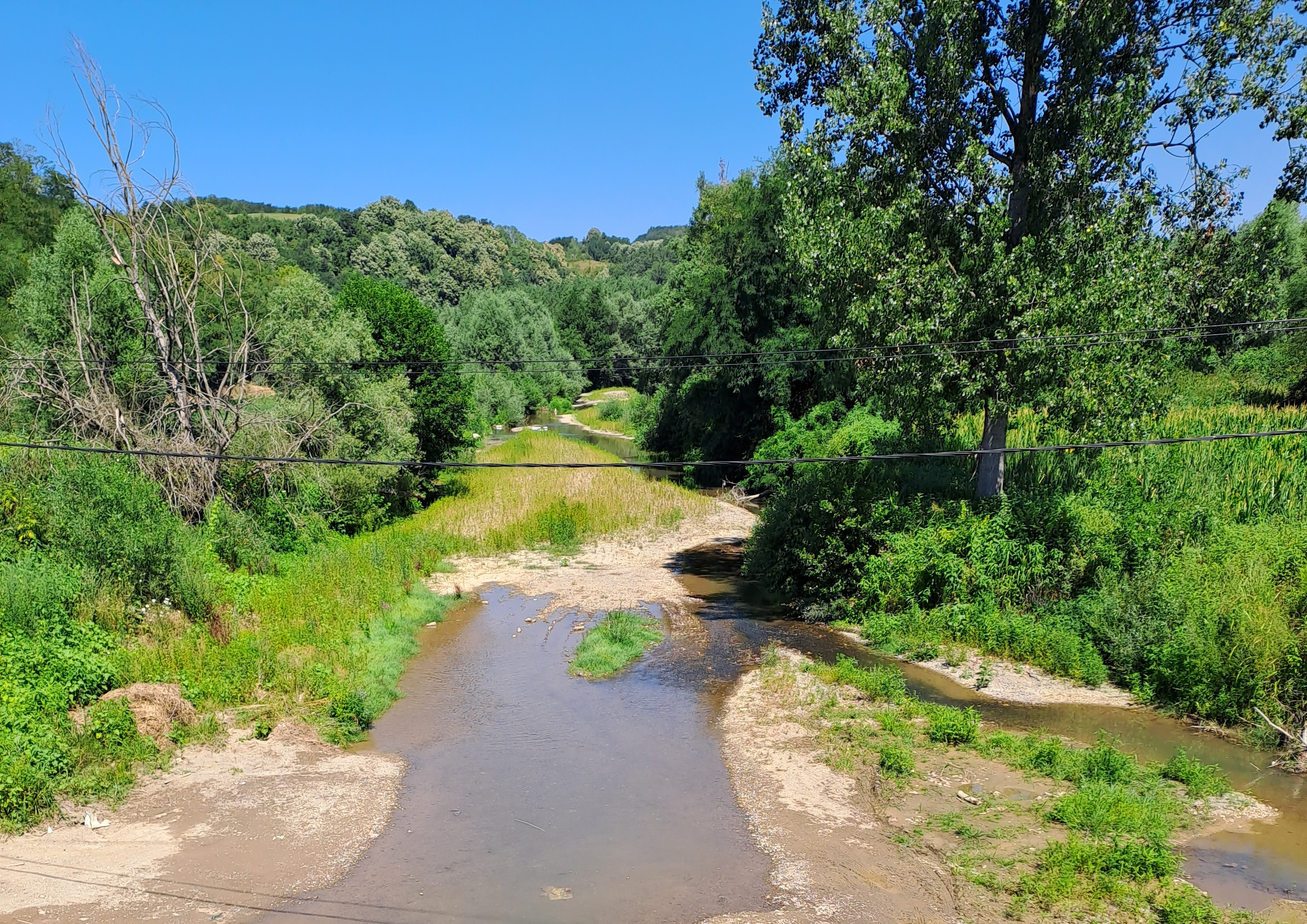
Rivière Jadar à Komirić.

Le Jadar prend sa source sur les pentes méridionales du mont Vlašić, au nord-est de la ville de Valjevo, à la pointe nord-est de la région de la Podgorina. Plusieurs ruisseaux coulent en direction du sud et se rejoignent près du village d'Osladić. À Dragijevica, le Jadar forme un coude en direction du nord-ouest, direction que la rivière conservera généralement jusqu'à son confluent avec la Drina. 
La première grande localité située sur la rivière est le centre régional d'Osečina, après lequel le Jadar reçoit sur sa gauche les eaux de la Pecka (en cyrillique : Пецка). Après les villages de Komirić, Ravnaja et Mojković, la rivière reçoit sur sa gauche un autre affluent important, la Likodra, près de l'ancienne mine de Zavlaka. Le Jadar se dirige ensuite vers Brezovice, Radinac (où il reçoit sur sa gauche la Rakovica, en cyrillique : Раковица), Brnjac, Bradić, Lipnica, Gornji Dobrić et Kozjak, avant de se jeter dans la Drina près de Straža, juste au sud de la ville de Janja (en république serbe de Bosnie).